# Sveriges flagga
Sveriges flagga är en korsflagga med ett gult kors på blå botten. Korset symboliserar kristendomen medan färgernas exakta ursprung är mer oklart. Blått och gult (som representation för guld) förekom dock tidigt i heraldiska symboler för Sverige, som till exempel vapnet tre kronor, och var överlag vanliga i den medeltida heraldiken. Till formen liknar den svenska flaggan de övriga nordiska ländernas flaggor.
De första riktiga beläggen för flaggan är från 1500-talet och den första officiella beskrivningen finns i ett kungligt brev från 19 april 1562, där det sägs att den ska ha "gult udi korssvijs fördeelt påå blott". Denna flagga verkar huvudsakligen ha använts som "kungsflagga", "kronoflagga" eller örlogsflagga, och var som sådan till en början försedd med två "tungor" eller "spetsar".

## Utformning
Formen hos den svenska flaggan anses ha sitt ursprung i de medeltida korsbaneren som började användas i samband med det tredje korståget, i slutet av 1100-talet. Till skillnad mot de så kallade vapenbaneren, som endast fick användas av härskaren själv, kunde korsbaner även användas av de som stod i dennes tjänst och de fördes således parallellt med vapenbaneren. Formen på korset, med korsarmarna förskjutna från flaggans mitt mot flaggstången (eller åt heraldiskt höger), finns tidigast belagd hos Dannebrogen på 1300-talet och har därefter kommit att ingå i alla de nordiska ländernas flaggor. 
De blå-gula färgerna hade däremot under lång tid använts som svenska färger, bland annat i vapnet tre kronor och hade med det redan införlivats i riksvapnet innan det finns belägg för flaggan. Exakt var de först kom ifrån går nog inte att få klarhet i, men de ingick i flera vapen för olika ätter och enskilda personer med stort inflytande i det tidiga Sverige. Ett av dessa vapen föreställde "ett upprest gående krönt lejon i guld över tre ginbalkar i silver på blå sköld bestrött med röda hjärtan" och blev kungavapen 1275 när dess ägare Magnus Ladulås, kröntes till kung. Magnus Ladulås använde även tre kronor som symbol i sitt kontrasigill och det är troligt att färgerna härstammar från den här tiden.

### Dimensioner och färgspecifikationer

Proportioner för Sveriges flagga.

Storleken på flaggan ska anpassas efter flaggstångens höjd och bör vanligen vara ungefär en fjärdedel så lång som flaggstången är hög. Om flaggstången är väldigt hög får flaggan vara lite mindre och på flaggstänger som sitter på en byggnads tak eller fasad bör flaggan vara större i förhållande till flaggstången.
Oavsett storlek på flaggan ska den dock alltid ha samma proportioner. För den svenska flaggan anges proportionerna i lagen om Sveriges flagga, och ska vara tio i höjd till sexton i längd (10:16). De inre blå fälten närmast flaggstången ska vara i proportionerna fyra till fem och de yttre fälten fyra till nio (5:4 respektive 4:9). Korsarmarnas bredd (tjocklek) ska vara hälften av de blå fältens höjd och indelningen blir således 4blått + 2gult + 4blått (=10) på höjden och 5blått + 2gult + 9blått (=16) på längden.
Färgerna på flaggan ska vara "ljust mellanblå" respektive "guldgul" enligt lagen om Sveriges flagga, men definieras tydligare i Förordning (1983:826) med riktlinjer för färgnyanserna i Sveriges flagga. Där de anges i NCS (Svensk Standard SS 19100) och CIE (Svensk Standard SS 19104 + bilaga). Riksarkivet anger även färgerna för tryck i Pantone (PMS) och CMYK (enligt Europaskalan, EC). Nedan finns även ungefärliga angivelser av motsvarande färger i RGB, för användning på till exempel internet (dessa är dock enbart uppskattningar och kan inte ses som officiella).
| Färg | NCS           | CIE                    | Pantone                 | CMYK                 | CMYK    | RGB         | RGB     |
| ---- | ------------- | ---------------------- | ----------------------- | -------------------- | ------- | ----------- | ------- |
| Gul  | NCS 0580-Y10R | x=0,472 y=0,465 Y=64,4 | PMS 116 C och PMS 109 U | C 0%, M 20%, Y 100%  | EC.X200 | 254, 204, 0 | #FECC00 |
| Blå  | NCS 4055-R95B | x=0,189 y=0,192 Y=8,3  | PMS 301 C och PMS 301 U | C 100%, M 50%, Y 10% | EC.15X0 | 0, 106, 167 | #006AA7 |

CIE: x och y anger kromaticitetskoordinater och Y ljusreflektansfaktor.
Pantone: C=Coated och U=Uncoated, anger bestruket respektive obestruket papper.

### Vimpel
I Sverige är det även vanligt att föra vimpel då flagga inte är hissad, och till skillnad från flagga kan en vimpel vara hissad dygnet runt. Med undantag för kungahuset hissas svensk vimpel däremot aldrig tillsammans med flagga.[källa behövs]
Den svenska vimpeln har två längsgående fält, i gult respektive blått (av samma nyanser som flaggan) och ska hissas så att det blå av dessa är uppåt. En vimpel bör vara c:a en tredjedel så lång som flaggstången är hög. I Sverige finns även en örlogsvimpel, som är befälstecken inom marinen, till färgen är den likadan som en vanlig vimpel men den är avsevärt längre och kluven i änden till två tungor.
Det förekommer även en så kallad korsvimpel (med kors ungefär som på flaggan), men Riksarkivet rekommenderar att den inte används, då den saknar stöd i traditionen och bara börjat användas på senare tid.

## Flaggning med Sveriges flagga

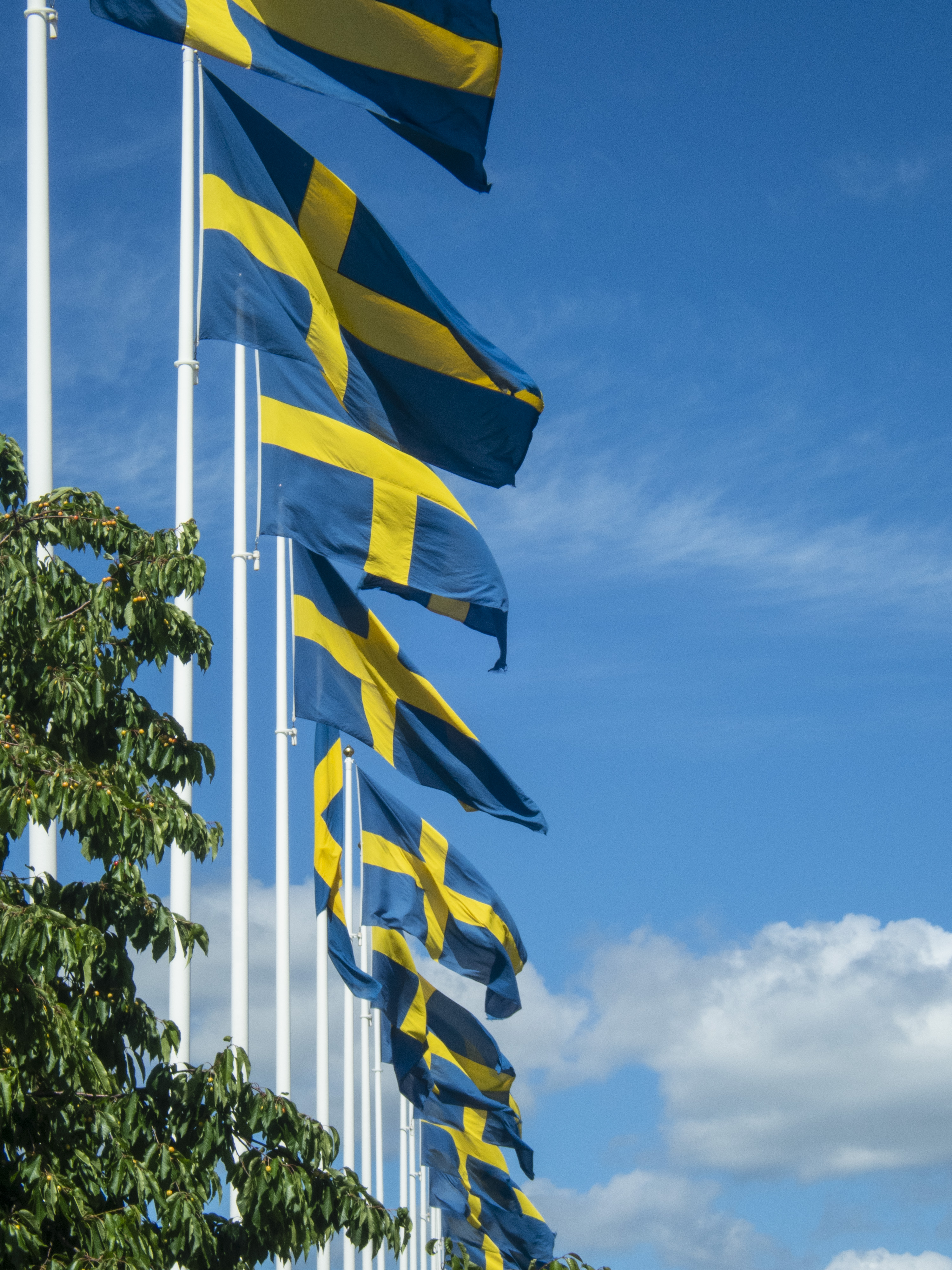
Flaggning på rad

I Sverige började man under andra hälften av 1800-talet att flagga vid skolor, prästgårdar och officiella byggnader. Konung Oscar II bestämde 1873 att en flaggstång skulle resas på Stockholms slott och att kungaflaggan skulle vara hissad när kungen vistades på slottet, vilket dock fick kritik från Stockholms invånare.
Flaggor ansågs vid denna tid fortfarande främst vara en företeelse som skulle förekomma till sjöss. Flera händelser och initiativ skulle dock leda fram till att flaggning blev en allmän sed även på land.
Med början 1893 hölls i övergången mellan maj och juni vårfester under flera dagar på Skansen i Stockholm. Festligheterna avslutades med flaggfester den 6 juni. Vårfesterna firades fram till första världskriget. Ett annat tillfälle då omfattande flaggning förekom var i samband med Allmänna konst- och industriutställningen i Stockholm 1897, då det flaggades i anslutning till utställningen, bland annat utmed hela Strandvägen. I samband med Unionsupplösningen med Norge flaggades det allmänt i Stockholm och detta tillfälle verkar ha givit privatpersoner anledning att skaffa sig flaggstång och flagga.
Med första världskriget fick den allmänna flaggningen sitt stora genombrott i Sverige. Den 6 juni 1916 firades för första gången Svenska flaggans dag i hela Sverige. Flaggfesten i Stockholm flyttades då från Skansen till Stockholms stadion. Detta år togs också ett viktigt initiativ av grosshandlaren Johan Petter Åhlén, som erbjöd sig att skänka sammanlagt 2 000 flaggor till personer som kunde visa att de ägde en minst 12 meter hög flaggstång. 16 000 ansökningar kom in och efter en insamling kunde han dela ut totalt 8 000 flaggor.

### Rekommendationer
Det finns inga allmänna regler om flaggning i Sverige utan enskilda personer, företag och föreningar får själv bestämma hur och när man vill flagga. Dock finns det en mängd traditioner och oskrivna regler som det är god sed att följa. Framför allt bygger de på seder från den militära sjöfarten. De viktigaste riktlinjerna är att inte flagga på natten och att inte flagga i onödan.
För att hantera att det inte alltid är så lätt att veta när det är natt brukar Försvarsmaktens regler användas som referens. För civilbefolkningen har Stiftelsen Sveriges Nationaldag och Svenska Flaggans Dag utgivit boken Flaggan och Fanan som sammanställer vilka regler som rekommenderas. Stiftelsens huvudmän är Sveriges landshövdingar och leds av riksdagens talman. 
Där gäller följande tider: 
- 1 mars–31 oktober: flaggan hissas kl. 8.00
- 1 november–28 (29) februari: flaggan hissas kl. 9.00
- Flaggan halas ned vid solens nedgång, dock senast kl. 21.00

På grund av midvintermörkret norr om polcirkeln uppstår problem med flagghissning då solen inte går upp. Enligt Försvarsmaktens nuvarande reglemente ska flaggan hissas 9.00 och halas 12.00 norr om polcirkeln under den period solen inte visar sig över horisonten. De militära regler som brukade tillämpas på I 22 i Kiruna säger att under perioden från 7 december till 3 januari hissas flaggan 9.00 och halas 11.50. Efter den 3 januari halas flaggan några minuter senare för varje dag, tills tiden stämmer med den normala tidtabellen.
Vilka dagar man får flagga är mer fritt. Förutom på allmänna flaggdagar, då det är kutym att flagga, får man flagga när man själv vill – på de dagar man tycker är värda den extra uppmärksamheten som flaggning innebär, till exempel på födelsedagar, studentfirande och bröllop.

## Historia

### Början i medeltiden
Enligt en legend om Sveriges flagga såg Erik den helige det gula korset på den blå himlen när han landsteg i Finland under det första svenska korståget år 1157. Han såg detta som ett tecken från Gud och gjorde det till sin fana. Problemet med legenden är dels att det saknas samtida belägg för korståget i sig och dels att det dröjer 400 år till mitten av 1500-talet innan det görs några bevarade bilder eller beskrivningar, av den blå-gula svenska fanan. Troligare är att det kan vara en försvenskning av legenden om hur Konstantin den store tog sitt motto In hoc signo vinces – på ett mycket liknande sätt i samband med slaget vid Pons Mulvius.
Carl-Gustav Liljenberg, som också är historiker, har framfört en teori att Erik XIV för att inkorporera Rigas betydelsefulla handelssystem i det svenska, anammade stadens blågula korsvapen. Enligt teorin ska detta ha skett år 1562, vilket sammanfaller med den första kända officiella beskrivningen av flaggan.
De första bilderna av en blå duk med gult kors som en svensk flagga är ett landskapsvapen för södra Finland från 1550-talet och ett för Gotland i Gustav Vasas liktåg från 1560. Två blågula flaggor finns fortfarande i Egentliga Finlands landskapsvapen, från tiden då Johan III var hertig i Åbo 1556-1569.

### Stormaktstiden
I och med att sjöfartens betydelse och omfattning ökade växte ett behov av kännetecken till sjöss fram. Handelsskeppen började föra en särskild handelsflagga ("kofferdiflagg") som på långt håll visade var skeppet hörde hemma. Till en början användes den tvåtungade flaggan som handelsflagg, men under 1600-talet fick örlogsflaggan sitt nuvarande utseende med tre tungor. Däremot saknades en enhetlig flaggsed och på målningar från 1600-talets första decennier för krigsfartygen både tretungade flaggor och fyrkantiga, tvärskurna flaggor.
Enligt kungligt plakat av 6 november 1663 fick enskilda inte föra den tretungade kronoflaggan, de fick dock bruka flaggor med gult kors, men inte "med tre spitzer", utan "fyrekantige och jämnt afskurne". Det stod dem också fritt att på sina fartyg föra flaggor i färger, som de fann bäst skicka sig med själva stadens vapen och kännemärke, efter varje svensk stads och därunder lydande provinsers färger. Ett flertal liknande förordningar publicerades med jämna mellanrum, vilket kan peka på att reglerna ofta överträddes.

### 1700-talet
År 1730 heter det i Rajalins "Nödig underrättelse om skiepsbyggeriet" att "coupvardieflaggan har samma proportion som kungzflaggan, men inga spetsar utan jämnt afskuren".
Genom kungligt brev av 18 augusti 1761 erhöll Arméns flotta en helblå flagga med tre spetsar, men den av "örlogsflottan" (segelflottan i motsats till roddflottan) förda blågula flaggan fick dock begagnas, när chefen för arméns flotta så prövade lämpligt. Denna helblå flagga upphörde att användas 1813.

### Unionen med Norge

Svensk och norsk unionsörlogsflagga 1815-1844

Den 7 mars 1815 fastställdes en för Sverige och Norge gemensam örlogsflagga, som var alldeles lik den dittills brukade svenska örlogsflaggan, utom att det övre hörnet närmast stången var rött med ett diagonalt vitt kors. Såsom handelsflagga fördes i början av unionstiden i Norge den danska flaggan med norska riksvapen i övre hörnet närmast stången. Emellertid bestämdes genom kunglig kungörelse den 17 juli 1821, att "som den förenade svenska och norska flaggan (likadan som örlogsflaggan, men tvärskuren) är av alla sjömakterna känd och erkänd", så kunde endast de svenska och norska handelsfartyg, som förde denna flagga, bortom kap Finisterre påräkna skydd av svenska örlogsfartyg och bistånd av de förenade rikenas konsuler. Hitom nämnda udde fick handelsfartygen föra antingen "den förenade" flaggan eller "vartdera rikets särskilda flagga", det vill säga svenska fartyg den helt blågula och norska fartyg "den flagga, som vi särskildt för Norrige i nåder fastställt".

Sveriges handelsflagga med unionsmärke 1844-1905

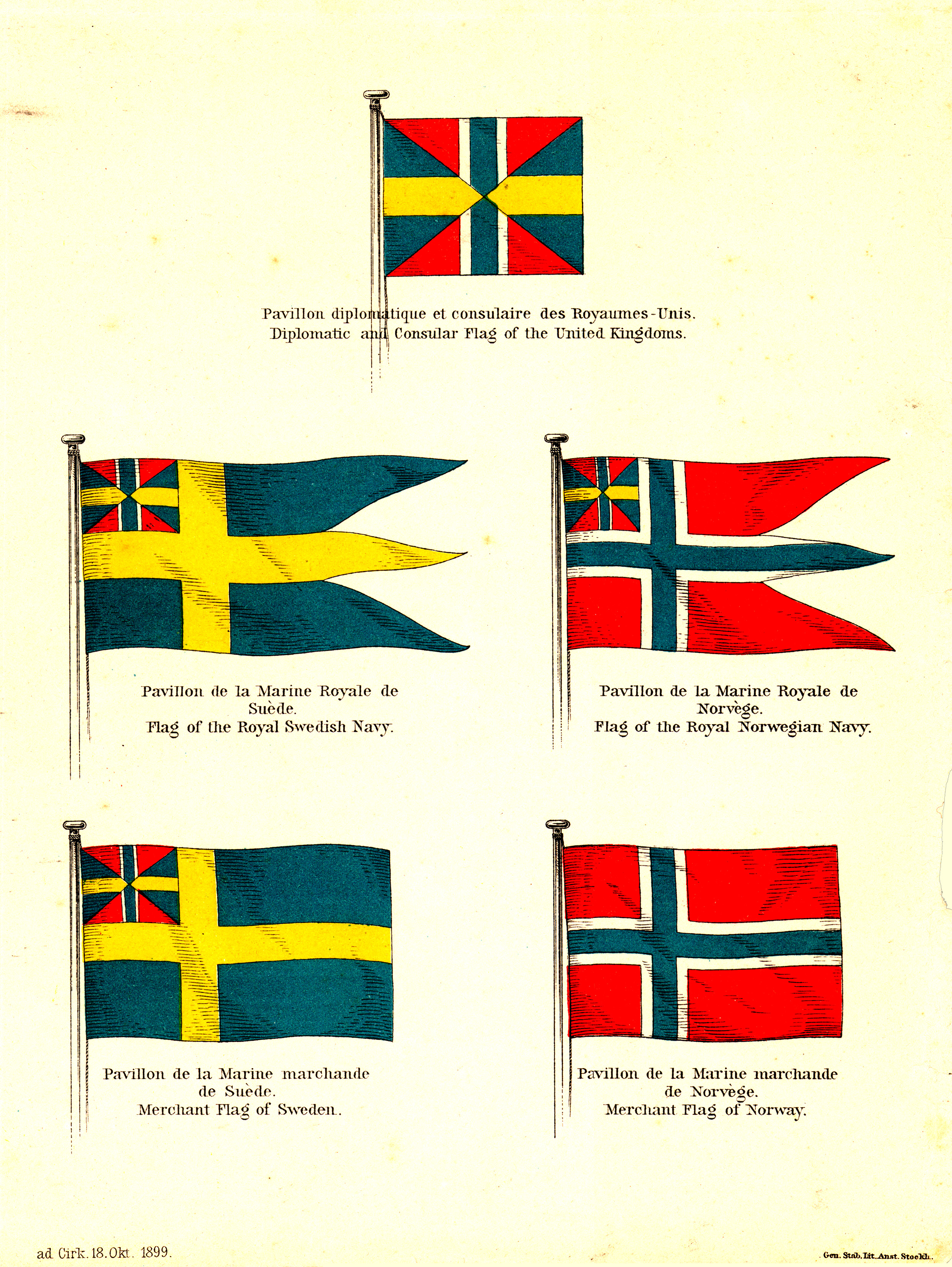
Sveriges och Norges flaggor 1899-1905. Unionsmärket har centrerade korsarmar och är borttaget från norska flaggan. Den blå färgen på svenska flaggan har en mörkare nyans.

Detta förhållande rådde till 1844, då genom kungligt brev 20 juni båda länderna erhöll sina särskilda örlogsflaggor och handelsflaggor, som i översta inre fältet var försedd med ett unionstecken som bildades genom en symmetrisk sammanställning av de till båda rikenas flaggor hörande färgerna - den så kallade "sillsalladen". Unionstecknet togs bort från den norska flaggan 1899 och från den svenska flaggan 1905, efter unionsupplösningen.

### Unionsupplösningen
Redan sex år före unionsupplösningen (kungligt brev 11 oktober 1899) beslöt man i Norge att ur statsflaggan och handelsflaggan, vilken småningom blivit nationalflagga, avlägsna unionstecknet (se flaggfrågan). I Sverige försvann detta först efter unionsupplösningen, i det att en kunglig förordning den 27 oktober 1905 bestämde, att från och med 1 november samma år skulle i såväl handels- som örlogsflaggan i unionstecknets ställe införas ett blått fält. Sistnämnda dag kl. 9 på förmiddagen hissades den nya flaggan under kanonsalut på fästningar och kastell. Samtidigt hissades den på ett stort antal enskilda fartyg och byggnader, särskilt i Stockholm, under det att det där ringdes från kyrktornen och ångvisslorna ljöd från åtskilliga ångfartyg på Strömmen och från en mängd fabriker.

### Flagglagen 1906

1906 ändrades den blå färgen radikalt, från en mörkblå till en ljusblå.

Den 7 maj 1897 hade åtskilliga nya bestämmelser angående svenska flaggans förande på statens fartyg och byggnader utfärdats, varigenom det bl.a. stadgades att det vid sidan av örlogsflaggan skulle finnas en annan statsflagga, utan gul tunga, vilken skulle hissas på sådana statens fartyg och byggnader som inte borde föra örlogsflagga. Dessa bestämmelser upphävdes genom den "Lag angående rikets flagga", som efter riksdagens hörande utfärdades 22 juni 1906. Denna lag, som innefattade noggranna bestämmelser om flaggans form och färg m.m., innehöll visserligen inte något uttryck om "Sveriges nationalflagga", men stadgade, att svenska flaggan skulle vara "blå med gult kors". Korset skulle dela flaggan i fyra rätvinkliga, lika höga fält. Färgen på flaggans sidofält skulle vara "ljust mellanblå" och på korset "guldgul". Flaggan skulle vara tvärskuren, utom då den användes såsom örlogsflagga, i vilket fall den skulle vara tretungad. Örlogsflagga skulle föras på flottans fartyg, båtar och byggnader; på rikets fästningar; på härens kasernbyggnader, läger och övningsplatser, så också på hären tillhörande fartyg och båtar, när de fördes av militär befälhavare; och på byggnad, som i sin helhet var upplåten till stab, truppförband eller militär utbildningsskola.
Den, som orättmätigt brukade tretungad flagga eller flagga med obehöriga märken etc. eller höll till salu flagga, som skilde sig från vad som föreskrevs eller som inte höll de bestämda inbördes måtten, skulle böta från 10 till 100 kr.
Flagglagen trädde i kraft den 1 juli 1906. Dock fick "hittills brukliga flaggor" föras intill utgången av 1908.

## Varianter

### Kunglig flagga

Konungens och Drottningens flagga.

Flagga för övriga medlemmar av kungahuset.

Sveriges statschef och med dennes tillstånd andra medlemmar av kungahuset kan använda den tretungade flaggan med riksvapnet på ett vitt fält i korsets mitt. Idag använder kung Carl XVI Gustaf och drottning Silvia flaggor med stora riksvapnet och övriga medlemmar av kungahuset använder flaggor med lilla riksvapnet. Kungens flagga har hissats varje morgon på Stockholms slott sedan 1873. För att visa att kungen är inom riket och upprätthåller sina plikter som statschef hissas flaggan med proportionerna 360x180 cm, så kallad fyrduksflagga. En större sexduksflagga med storleken 540x270 cm hissas på allmänna flaggdagar och vid statsbesök. Vid starka vindar hissas en mindre flagga som kallas stormflagga med dimensionerna 180x90 cm. Det var kung Oscar II som införde flaggningstraditionen efter att ha flaggat en tid vid det privata slottet Sofiero. Hissas flaggan med det lilla riksvapnet över slottet innebär det att en annan medlem av kungahuset trätt in som tillfällig riksföreståndare. Är den tretungade flaggan hissad utan riksvapen är en icke-kunglig person riksföreståndare.

### Örlogsflagga
Tretungad svensk flagga används av Försvarsmakten som örlogsflagga. Örlogsflaggan kan användas som befälstecken genom att en särskild beteckning tillförs i övre inre hörnet. Endast amiraler har flaggor som befälstecken, så kallade "amiralsflaggor". De förs endast på örlogsfartyg och marinens farkoster.

Sveriges örlogsflagga
Amiralsflagga
Viceamiralsflagga
Konteramiralsflagga
Flottiljamiralsflagga

#### Äldre användning
Enligt tid efter annan utfärdade bestämmelser skulle örlogsflagga föras även på vissa fartyg och byggnader, tillhörande lots-, tull- och postverken, dock med förändringen att i mitten av det gula korset skulle finnas ett vitt fält, på vilket i guld- eller bronsfärg var anbragt: för lotsverket (från 1881) ett ankare med stjärna över, för tullverket (från 1844) ett T med kunglig krona och för postverket (från 1844) ett posthorn med kunglig krona. Beträffande enskilda personer tillhöriga fartyg, som kontrakterats att för postverkets räkning transportera post, bestämde kungliga brevet 1 augusti 1838, att de fick föra svensk flagga med två tungor (en så kallad kluven flagga, utan gul tunga).
I privilegier från 31 oktober 1786 erhöll Västindiska kompaniet rätt att föra kronans flagga i Västindiska farvattnen, då inte något örlogsskepp där var för handen. Eljest var det 27 februari 1832 som i Sverige för första gången lämnades tillåtelse att på enskilda farkoster föra den tretungade flaggan, i det att Kungliga Svenska Segelsällskapet (KSS) då erhöll tillstånd att föra örlogsflagga med en vit ruta i det gula korset samt i den vita rutan ett förgyllt O med furstlig krona, vilken senare 1878 ändrades till kunglig. Den 7 juni 1893 fick även Göteborgs Segelsällskap tillåtelse att föra svensk örlogsflagga med vit ruta i det gula korset samt i den vita rutan bokstäverna G S S, förgyllda och med en förgylld femuddig stjärna över. Sällskapet blev ett kungligt segelsällskap, GKSS, 1897 och stjärnan byttes då mot en kunglig krona. Samma år bortföll dock rätten för GKSS att föra tretungad flagga. Rätten för dessa segelsällskap att föra särskilda märken i flaggan bortföll med 1906 års flagglag och samtidigt förlorade KSS rätten att föra tretungad flagga.

## Färgåtergivning på äldre fotografier
| Linnéfesten i Råshult den 21 maj 1907 |  | Gustaf Adolfs torg i Göteborg vid Jubileumsfesten 1923 |
| Linnéfesten i Råshult den 21 maj 1907 |  | Gustaf Adolfs torg i Göteborg vid Jubileumsfesten 1923 |

| Sveriges flagga, Vaxholm 1938. Agfacolor-foto. |  | Svenska flottans flagga. Agfacolor-foto taget före 1957. |
| Sveriges flagga, Vaxholm 1938. Agfacolor-foto. |  | Svenska flottans flagga. Agfacolor-foto taget före 1957. |

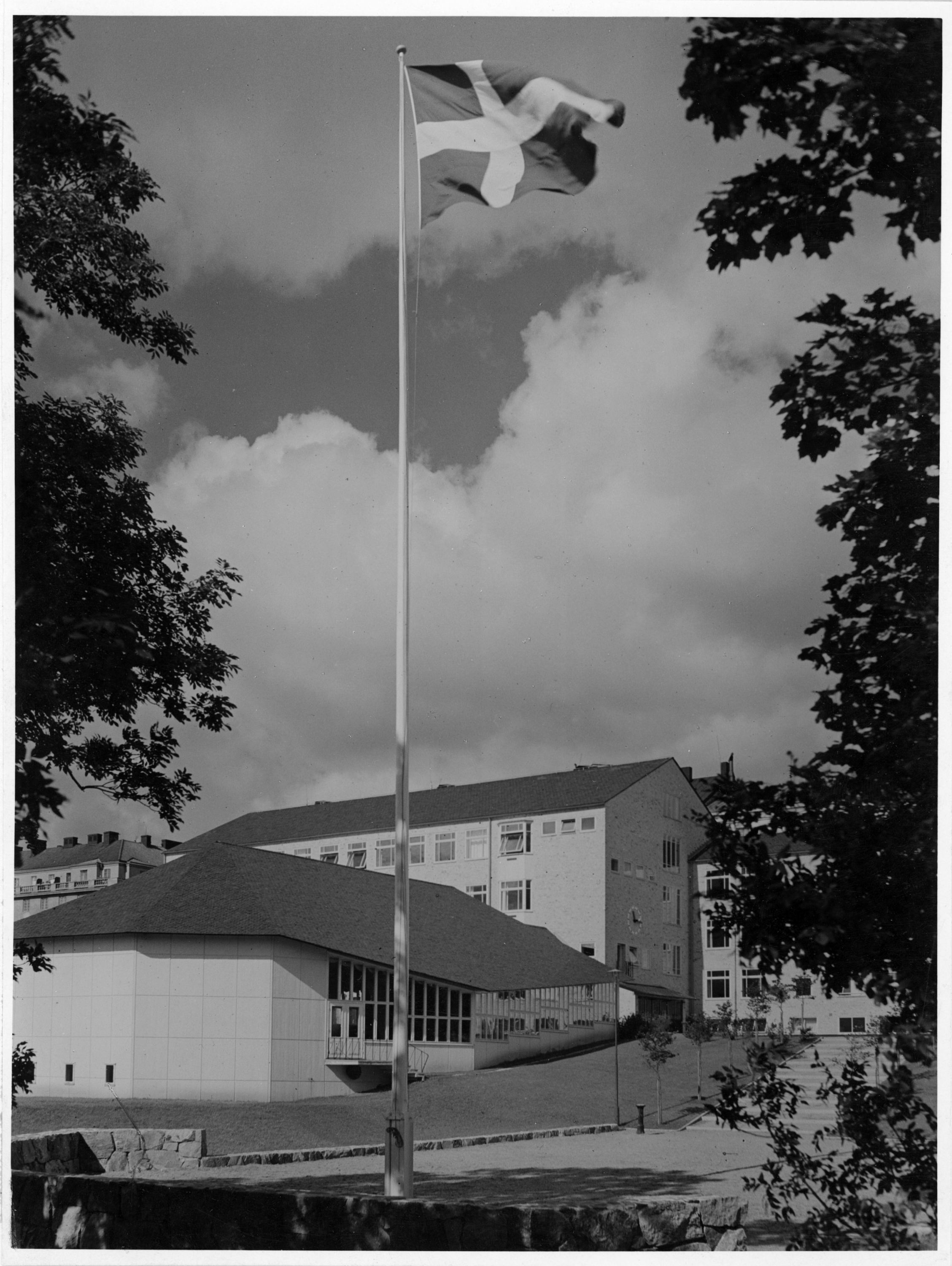
Sveriges flagga (1962)

Anledningen till att den svenska flaggan på fotografier från 1800-talet och början av 1900-talet ser ut att vara vit med ett mörkt kors är att de tidiga fotografiska glasplåtarna och filmen hade en ortokromatisk emulsion som var okänslig för rött ljus och mycket känslig för blått. 
Negativen blev därför mörka, av överexponering, i de blå partierna och underexponerade i de gula (med mycket rött). När de sedan framkallas, till positiv, blir förhållandet det omvända; det gula i flaggan blir därför mörkare än normalt medan det blå ser mycket ljust ut.